# Shuaria
Shuaria, monotipski biljni rod iz porodice gesnerijevki raširen po tropskoj Južnoj Americi. Jedina vrsta je S. ecuadorica, ekvadorski endem.

## Ime
Ime je dobio po etničkoj skupini Shuar (Jívaro), starosjedilaca amazonskog Ekvadora.

## Rasprostranjenost
Cordillera del Cóndor i amazonska područja jugoistočnog Ekvadora.

## Opis
S. ecuadorica je malo stablo, 3–5(-8) m visoko, često s više debala koja izviru iz baze. Listovi nasuprotni, (pod)jednaki, parovi ponekad pomiješani s naizmjeničnim listovima, na kratkoj peteljci, Cvatovi aksilarni. Čaška od pet jednakih režnjeva. Vjenčić je bijel, cjevast, prašnika 4. Nektarija nema. Ovarij jednolokularan, jajolik ili stožast, stigma dvousna. Plod je dvostruka suha čahura, septicidno dehiscentna, s dugim postojanim vrhom i često se otkida od baze cijepanjem zalistaka. Sjemenke brojne, sitne, eliptične, na površini mrežaste, manje od 1 mm dugačke. Broj kromosoma: nepoznat